# Thandwe
Thandwe (birmà သံတွဲမြို့ Samtwai mrui) és una ciutat i municipi de l'estat Rakhine a Birmània, capital del districte de Thandwe i del township de Thandwe. Està situada a la riba esquerra del riu Sandoway (Thandwe) a 25 km al sud de la seva desembocadura i 7 km de la costa, a 18° 28′ N, 94° 22′ E / 18.467°N,94.367°E; el rierol Zi Chaung, afluent del Thandwe, passa per la part oest de la ciutat. La població estimada el 2002 pel township era de 122.233 habitants. La població estimada de la ciutat el 2009 era de 65.194 habitants. Prop de la ciutat (a uns 7 km) hi ha la famosa platja de Ngapali, un dels principals llocs turístics de Birmània. La ciutat disposa d'un aeroport.
És possible que la primera capital coneguda d'Arakan, Dwarawadi, fos el mateix que Thandwe o una ciutat a la rodalia. Va passar als birmans el 1784, i als britànics el 30 d'abril de 1824 (tenia llavors 4.500 habitants). El 1885 es va formar la municipalitat. El 1901 només tenia 2.845 habitants.